# 백사초등학교
백사초등학교는 대한민국 경기도 이천시 백사면 현방리에 있는 공립 초등학교이다.

## 학교 연혁
- 1921년 5월 16일 백사공립보통학교(4년제) 개교
- 1938년 4월 1일 백사공립심상소학교로 개칭
- 1940년 4월 1일 6년제 개편
- 1941년 4월 1일 백사공립국민학교로 개칭
- 1982년 3월 1일 병설유치원 개원
- 1994년 7월 11일 운동장 구령대 및 체육창고 설치
- 1996년 3월 1일 백사초등학교로 개칭
- 2002년 1월 20일 강당 및 다목적 교실 신축
- 2006년 5월 1일 급식소 완공 및 자체급식 시작
- 2017년 12월 14일 체육관(현암관) 신축
- 2022년 1월 4일 제98회 졸업식(총 6,884명)
- 2022년 3월 1일 9(1)학급 편성(총 200명)
- 2022년 9월 1일 제22대 정용욱 교장 부임

## 참고 자료
- 백사초등학교 - 한국교육학술정보원 학교알리미